# Cor Peitsman
Cor Peitsman (Rotterdam 30 juli 1954) was een Nederlandse voetballer.

## Loopbaan
Hij begon zijn profcarrière bij SVV (1977-1982). Vervolgens ging hij naar België waar hij in het seizoen 1982-1983 onder trainer Sándor Popovics actief was bij KSV Waregem. Met Popovics kwam hij in 1983 naar De Graafschap in Doetinchem (Eerste divisie). Het volgende seizoen speelde hij bij Eindhoven maar na een jaar keerde hij terug naar De Vijverberg waar hij onder Henk van Brussel in het seizoen 1985-1986 zijn betaalde voetballoopbaan afsloot.
Hij bleef in Doetinchem wonen en werd er in 2006 prins Carnaval van carnavalsvereniging De Umdraejers. Als motto koos hij D'r an dat ook door de Superboeren wordt gehanteerd.
In Gelderland werd hij (assistent)trainer van amateur-voetbalverenigingen, onder andere Dierensche Boys, Edesche Boys, MvR, VV VIOD en het tweede elftal van ZSV Zelos.
In 2017 is "De Peits" hoofdtrainer van het eerste elftal van SV Halle.
Sinds 2020 is Pleitsman trainer van FC Dinxperlo zondag 2. Vanaf seizoen 2022/2023 heeft hij het tweede team van PAX uit het Gelderse Hengelo onder zijn hoede.